# خورخي غواغوا
خورخي غواغوا (Jorge Guagua) (و. 28 سبتمبر 1981)، هو لاعب كرة قدم إكوادوري في مركز.

## روابط خارجية
- خورخي غواغوا على موقع الاتحاد الدولي (مؤرشف)  (الإنجليزية)
- خورخي غواغوا على موقع قاعدة بيانات كرة القدم.إي يو (الإنجليزية)
- خورخي غواغوا على موقع ناشيونال فوتبول تيمز (الإنجليزية)
- خورخي غواغوا على موقع Soccerbase.com (لاعب) (الإنجليزية)
- خورخي غواغوا على موقع Soccerway.com (الإنجليزية)
- خورخي غواغوا على موقع عالم كرة القدم.نت (الإنجليزية)
- خورخي غواغوا على موقع AS.com (الإسبانية)

خورخي غواغوا على فرق كرة القدم الوطنية.كوم